# Алхесирас
Алхесѝрас (на испански: Algeciras) е пристанищен град в южна Испания, който се намира срещу Гибралтар и е най-близката точка на Европа и Европейския съюз до Африка. Той се намира в Андалусия, в района на град Кадис. През 2005 г. населението му е 111 283 души.
Алхесирас е най-голямото пристанище в страната и осмо в Европейския съюз с 55,2 милиона тона преминали товари през 2005 г. Освен за търговското мореплаване градът е център и за пасажерското, което свързва Европа с Африка и с Канарските острови.
Известен е с музикалното си училище и с „Плажа на китарите“ – курортен комплекс край града.
Алхесирас е красив, типичен южен испански град, в който живеят доста араби. Местните хора не говорят други езици, освен испански. С известни затруднения може да се общува на френски. Въпреки многото английски и германски туристи, английският език е говорим само на рецепциите на хотелите.
Алхесирас не е търговски център. Има малко магазини и места за забавление. Плажовете обаче са просторни и чисти, а цените ниски. Като повечето южни селища на Испания, тук може да се посети борба с бикове.
В града е роден испанският фламенко-китарист Пако де Лусия.